# Liste der Kulturdenkmäler in Boos (Eifel)
In der Liste der Kulturdenkmäler in Boos sind alle Kulturdenkmäler der rheinland-pfälzischen Ortsgemeinde Boos aufgeführt. Grundlage ist die Denkmalliste des Landes Rheinland-Pfalz (Stand: 27. Oktober 2023).

## Einzeldenkmäler
| Bezeichnung                              | Lage                                | Baujahr                | Beschreibung | Bild                           |
| ---------------------------------------- | ----------------------------------- | ---------------------- | --- | ------------------------------ |
| Friedhofskapelle und Kreuze              | Hauptstraße, auf dem Friedhof Lage  | ab 1668                | Friedhofskapelle, Saalbau, bezeichnet 1849; über der Tür Grabkreuz, 18. Jahrhundert; Wegekreuz, bezeichnet 1668                                                   | Fotos hochladen                |
| Wohnhaus                                 | Hauptstraße 31 Lage                 | 19. Jahrhundert        | Fachwerkhaus, teilweise massiv und verputzt, 19. Jahrhundert | Fotos hochladen                |
| Hofanlage                                | Hauptstraße 32 Lage                 | frühes 19. Jahrhundert | Streckhof; Fachwerkbau, teilweise massiv, Kniestock, wohl aus dem frühen 19. Jahrhundert, rückwärtig Erdgeschoss-Erneuerung, spätes 19. Jahrhundert; Gesamtanlage | Fotos hochladen                |
| Katholische Pfarrkirche St. Bartholomäus | Hauptstraße 42 Lage                 | 1837–39                | Saalbau, 1837–39, Architekt Johann Claudius von Lassaulx; außen in einer Grotte Missionskreuz, umgedeutet zum Kriegerdenkmal                                      | weitere Bilder Fotos hochladen |
| Wegekreuz                                | Hauptstraße, Ecke Kehrstraße Lage   | 1806                   | Wegekreuz, bezeichnet 1806 | Fotos hochladen                |
| Quereinhaus                              | Kehrstraße 24 Lage                  | 19. Jahrhundert        | Fachwerk-Quereinhaus, teilweise massiv, 19. Jahrhundert, Stall, Backes, Brunnen                                                                                   | Fotos hochladen                |
| Grabkreuz                                | Kehrstraße, gegenüber Nr. 59 Lage   | 1699                   | Grabkreuz, bezeichnet 1699 | Fotos hochladen                |
| Pfarrhaus                                | Vulkanstraße 1 Lage                 | 1860                   | ehemaliges katholisches Pfarrhaus; spätklassizistischer Bruchsteinbau von 1860 mit Wirtschaftsgebäuden                                                            | Fotos hochladen                |
| Grabkreuz                                | westlich des Ortes an der L 94 Lage | 1715                   | Grabkreuzfragment, bezeichnet 1715 (?) | BW                             |